# 波朗特呂
波朗特吕（法語：Porrentruy，發音：[pɔʁɑ̃tʁɥi]，發音：[pweʁɛ̃tʁy]）是瑞士汝拉州的一个市镇。该市镇总面积为14.8平方千米，截至2018年12月31日总人口为6,675人。